# Rickelhausen
Rickelhausen (frühere Bezeichnungen: to Rekellenhusen (1453); Ryckelinghusen (1458)) ist eine Gehöftwurt und ehemalige spätmittelalterliche Burganlage der ostfriesischen Häuptlinge von Rickelhausen im Ortsteil Westrum der Gemeinde Wangerland im niedersächsischen Landkreis Friesland. Die 1,5 m hohe Gehöftwurt besitzt heute eine unregelmäßige Form von ca. 100 × 100 m Ausmaß. Im Süden ist noch der Rest eines Wassergrabens erhalten.

## Geschichte
Auf der Wurt Rickelhausen stand ursprünglich ein vermutlich gegen Ende des 14. Jahrhunderts errichteter Sitz der Häuptlinge von Rickelhausen. Der einzige aus diesem Geschlecht, der in der historischen Überlieferung erscheint, ist Thiadmer zu Rickelhausen, dessen Name 1453 in Urkunden erscheint. Nach ihm war sein Schwiegersohn Iko im Eigentümer der Herrschaft. Spätestens zu Beginn des 16. Jahrhunderts kam die Burg in den Besitz Fräulein Marias von Jever, die die Anlage zu einem Vorwerk umgestaltete. Noch zu ihren Lebzeiten wurde die alte Anlage bis auf zwei Häuser abgerissen und 1559 durch ein zweiflügeliges und zweigeschossiges Steinhaus ersetzt. Im Jahr 1599 errichtete man anstelle des abgetragenen Steinhauses einen Bauernhof mit einer quer zum Wohnhaus stehenden Scheune, ein sogenanntes Kreuzelwerk. Im ersten Obergeschoss des Wohngebäudes befand sich ein Saal. 1793 wurde ein unmittelbar neben dem Haus stehender Turm abgerissen, der wahrscheinlich mit dem ursprünglichen Turmhaus oder deinem Rest davon identisch war. Auf einen Abschnitt der Baugeschichte, der sich in den historischen Quellen allerdings nicht wiederfindet, deutet die um 1800 erfolgte Erwähnung von Fundamenten einer Vierflügelanlage. 1861 erfolgte wegen Baufälligkeit der Abriss des Bauernhauses. An seiner Stelle wurde das heutige Gutshaus errichtet.
Rickelhausen war nicht das einzige Steinhaus im Kirchspiel Westrum. Weitere befestigte Häuser waren die Reiseburg, Herzhausen (ursprünglich Heddechusen; später Heddyckshues) und Stakens.